# STS-43
STS-43 est la neuvième mission de la navette spatiale Atlantis, dont le but fut de lancer le quatrième Tracking and Data Relay Satellite, TDRS-E. Elle donne lieu également à l'envoi du premier email depuis l'espace.

## Équipage
- Commandant : John E. Blaha (3)  États-Unis
- Pilote : Michael A. Baker (1)  États-Unis
- Spécialiste de mission 1 : Shannon W. Lucid (3)  États-Unis
- Spécialiste de mission 2 : James C. Adamson (2)  États-Unis
- Spécialiste de mission 3 : G. David Low (2)  États-Unis

Le chiffre entre parenthèses indique le nombre de vols spatiaux effectués par l'astronaute au moment de la mission.

## Paramètres de la mission
- Masse :
  - Navette à vide : 89 239 kg
  - Chargement : 21 067 kg
- Périgée : 301 km
- Apogée : 306 km
- Inclinaison : 28,4°
- Période : 90,6 min

## Galerie

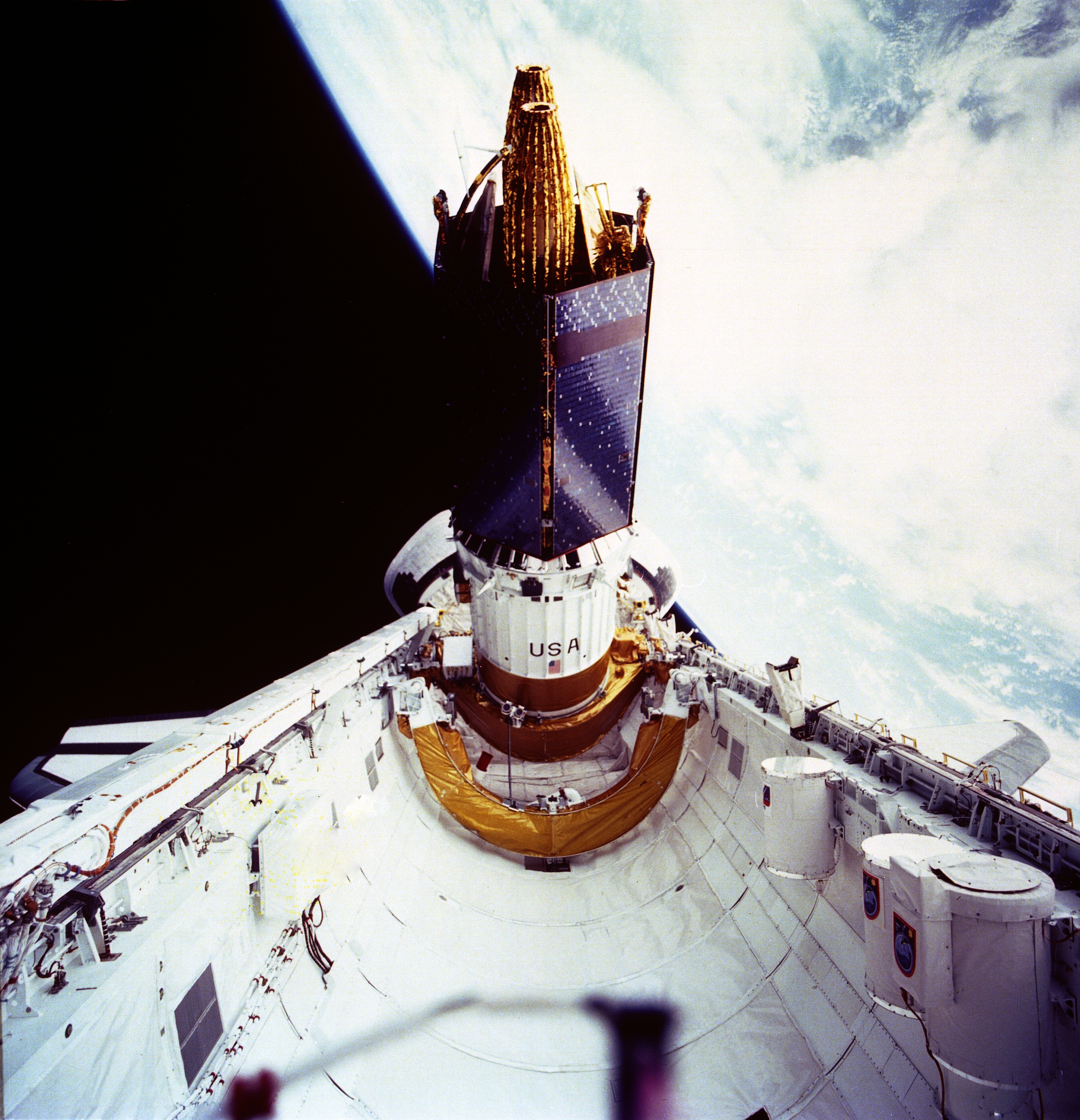
Déploiement de TDRS-E hors de la navette spatiale
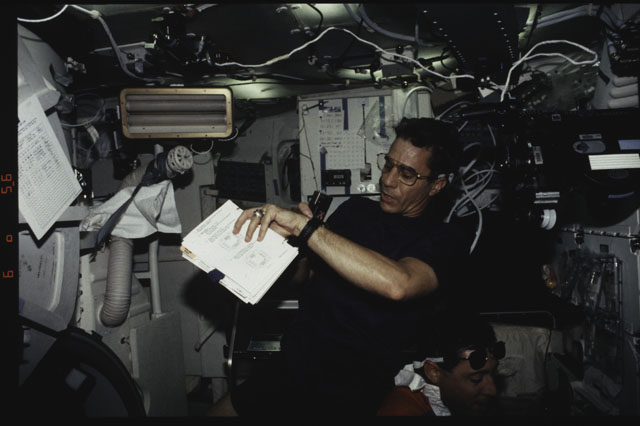
Michael A. Baker lors de la mission.